# 널러블 타입
널러블 타입(nullable type)은 자료형의 일반적인 가능한 값 대신 특수 값 NULL로 값을 설정할 수 있도록 하는 일부 프로그래밍 언어의 기능이다. 정적으로 유형이 지정된 언어에서 널러블 타입은 옵션 타입인 반면, 동적으로 형이 지정되는 언어(값에는 유형이 있지만 변수에는 없음)에서는 단일 null 값을 가짐으로써 동일한 동작이 제공된다.
NULL은 SQL의 NULL과 같이 반환에 실패한 함수나 데이터베이스의 누락된 필드 등 누락된 값이나 잘못된 값을 나타내는 데 자주 사용된다. 즉, NULL은 정의되지 않는다.
정수 및 불리언과 같은 기본 유형은 일반적으로 널이 될 수 없지만 해당 널러블 타입(각각 널러블 정수 및 널러블 불리언)도 NULL 값을 가정할 수 있다. 이는 삼항 논리에서 3치 논리로서 FALSE,NULL,TRUE로 표현될 수 있다.

## 같이 보기
- 공용체 (컴퓨터 과학)